# Port lotniczy Kulab
Port lotniczy Kulab – międzynarodowy port lotniczy położony w Kulabie, w Tadżykistanie.

## Linie lotnicze i połączenia
- Orenburg Airlines (Moskwa-Domodiedowo)
- Tajik Air (Chodżent, Duszanbe, Moskwa-Domodiedowo)
- Ural Airlines (Jekaterynburg, Moskwa-Domodiedowo)
- Asian Express Airline (Mineralne Wody)